# Dysmicoccus moundi
Dysmicoccus moundi är en insektsart som beskrevs av Williams 1985. Dysmicoccus moundi ingår i släktet Dysmicoccus och familjen ullsköldlöss. Inga underarter finns listade i Catalogue of Life.